# مرا ستاره کن
مرا ستاره کن (انگلیسی: Make Me a Star) یک کمدی رمانتیک آمریکایی به کارگردانی ویلیام بوداین است که در سال ۱۹۳۲ منتشر شد.

## بازیگران

### اصلی
- جون بلوندل
- استوارت اروین
- زیسو پیتس
- بن ترپین
- چارلز سلون
- فلورنس رابرتس
- هلن جرومه ادی
- آرتور هویت
- روت دانلی
- سم هاردی
- اسکار آپفل

### حضور افتخاری
- تلولا بنک‌هد
- کلیو بروک
- موریس شوالیه
- کلودت کولبرت
- گری کوپر
- فیلیپس هولمز
- فردریک مارچ
- جک اوکی
- شارلی روگلز
- سیلویا سیدنی
- «لیتل بیلی» رودز